# Chiaverano
Chiaverano (piemontesisch Ciavran) ist eine Gemeinde in der italienischen Metropolitanstadt Turin (TO), Region Piemont.

## Lage und Einwohner
Chiaverano liegt 57 km nördlich von Turin. Der Ort liegt auf einer Höhe von 329 m über dem Meeresspiegel. Das Gemeindegebiet umfasst eine Fläche von 11 km² und hat 1979 Einwohner (Stand 31. Dezember 2023).
Die Nachbargemeinden sind Donato, Andrate, Borgofranco d’Ivrea, Sala Biellese, Torrazzo, Montalto Dora, Burolo, Ivrea und Cascinette d’Ivrea. 
Die Stadt ist Mitglied der Cittàslow, einer 1999 in Italien gegründeten Bewegung zur Entschleunigung und Erhöhung der Lebensqualität in Städten. Eine bekannte Sehenswürdigkeit ist die Kirche Santo Stefano di Sessano aus dem 11. Jahrhundert.

## Gemeindepartnerschaften

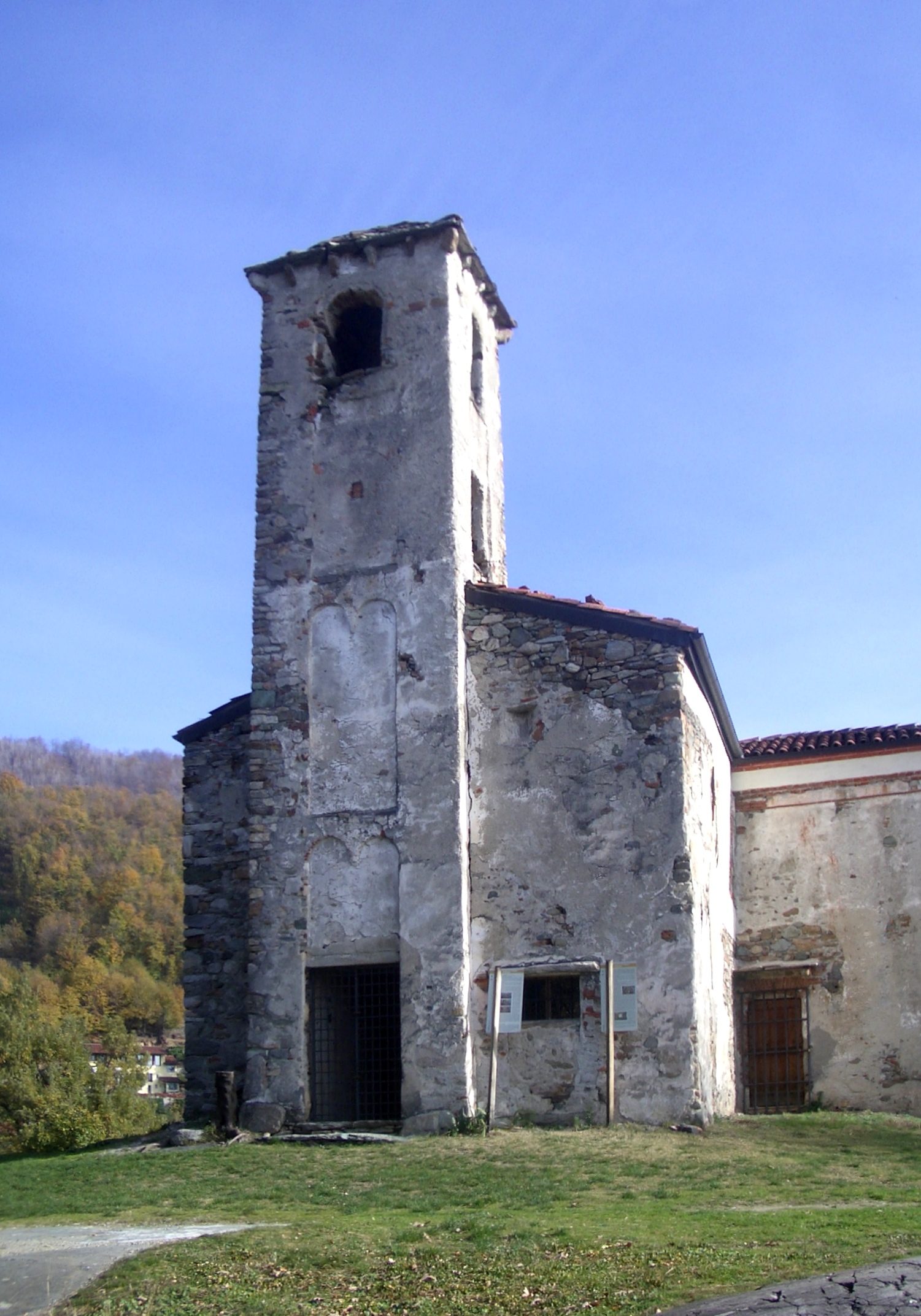
Kirche Santo Stefano

- Mane, Frankreich

## Söhne und Töchter der Gemeinde
- Ermanno Giglio-Tos (1865–1926), Zoologe und Hochschullehrer